# Nitocri
Personnages
- Nitroci
- Mirteo
- Emirena
- Feraspe
- Micerino
- Idaspe
- Ramiro

Airs
Nitocri, regina d'Egitto (en français Nicotris, reine d'Égypte) est un opéra de Saverio Mercadante, sur un livret de Lodovico Piossasco Feys et des paroles d'Apostolo Zeno, créé en 1824 au Teatro Regio de Turin.

## Argument
Le livret est un récit fictif de la reine égyptienne Nitocris à Memphis, capitale de l’Égypte durant tout l'Ancien Empire.

## Roles
| Rôle | Voix      | Première le 26 décembre 1824 Chef d'orchestre : Giovanni Battista Polledro |
| --- | --------- | -------------------------------------------------------------------------- |
| Nitocri (Nitocris), Reine d'Égypte, amoureuse de Mirteo                                                            | soprano   | Caterina Canzi                                                             |
| Mirteo, un général égyptien, amoureux d'Emirena                                                                    | contralto | Brigida Lorenzani                                                          |
| Emirena, la sœur de Nitocri                                                                                        | soprano   | Carolina Franchini                                                         |
| Feraspe, prince descendant des anciens rois d'Égypte, amoureux de Nitocri                                          | tenor     | Nicola Tacchinardi                                                         |
| Micerino, un général égyptien, ami de Mirteo, amoureux d'Emirena                                                   | basse     | Luciano Bianchi                                                            |
| Idaspe, confident de Nitocri                                                                                       | tenor     | Lorenzo Lombardi                                                           |
| Ramiro, confidente de ConFeraspe                                                                                   | soprano   | Vittoria Smitt                                                             |
| Gardes royaux, servantes de Nitocri, représentants du gouvernement, soldats égyptiens et thébains, peuple égyptien |           |                                                                            |

## Structure musicale
- Symphonie

Acte I
- Scène 1 : Introduction Si ricerchi la bella Emirena (Coro)
- Scène 2 : Duo Feraspe et Mirteo Avrai fra poco, audace
- Scène 3 : Chœur et Cavatine Nitocri Serena i vaghi rai - Bel raggio lusinghier (Nitocri, Coro)
- Scène 4 : Trio Nitocri, Feraspe et Mirteo Perché quei tronchi accenti
- Scène 5 : Aria de Mirteo Se m'abbandoni
- Scène 6 : Finale I Deh ci svela, gran Nume d'Egitto - Deh mi guarda e poi condanna - Qual furor di vendetta, di sdegno (Coro, Feraspe, Nitocri, Mirteo, Idaspe, Mirteo, Emirena, Micerino, Ramiro)

Acte II
- Scène 7 : Chœur et quatuor Tu salvar Mirteo procura - Senti la flebil voce (Feraspe, Nitocri, Mirteo, Micerino)
- Scène 8 : Aria de Nitocri Ah! che la dolce calma (Nitocri, Coro)
- Scène 9 : Duo Nitocri et Mirteo Vanne; se alberghi in petto
- Scène 10 : Aria de Feraspe Tanta perfidia o barbara (Feraspe, Coro)
- Scène 11 :  Chœur et Aria, finale de Mirteo Viva il fedel Mirteo - Non reggo a tal contento (Mirteo, Coro, Nitocre, Idaspe, Emirena, Micerino)

## Histoire
Le livret d'Apostolo Zeno avait déjà été utilisé pour un opéra du même titre d'Antonio Caldara, représenté à la Favorita à Vienne, le 30 août 1722.
Selon Francesco Florimo, l'opéra fut bien accueilli lors de sa première. Une deuxième version révisée est donnée au Teatro della Canobbiana de Milan le 2 octobre 1830 avec de nouveaux décors conçus par Alessandro Sanquirico.
Bien que l'opéra soit tombé dans l'oubli, l'air de Mirteo Se m'abbandoni, chanté lors de la première par Brigida Lorenzani dans un rôle travesti, devient une pièce de concert populaire pour contraltos et mezzo-sopranos et est parfois interpolé dans d'autres opéras, notamment par Maria Malibran dans la scène finale de Giulietta e Romeo de Zingarelli.